# Rückenstreifenwallaby
Das Rückenstreifenwallaby (Notamacropus dorsalis) ist eine Känguruart aus der Gattung der Wallabys (Notamacropus). Es lebt im östlichen Australien.

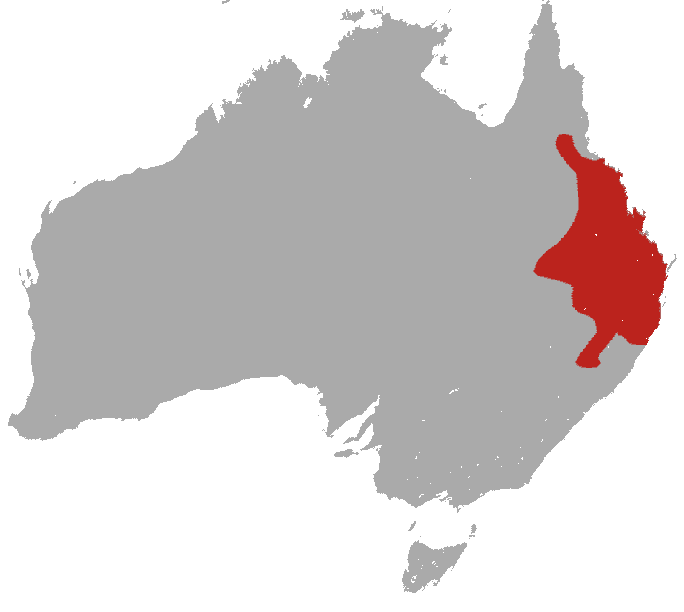
Verbreitungskarte des Rückenstreifenwallaby

Der Artzusatz im wissenschaftlichen Namen ist vom lateinischen Wort dorsum (Oberseite) abgeleitet. Er bezieht sich auf den Aalstrich auf dem Rücken.

## Merkmale
Rückenstreifenwallabys erreichen eine Kopfrumpflänge von 53 bis 82 Zentimetern und eine Schwanzlänge von 54 bis 83 Zentimetern. Mit rund 16 Kilogramm sind die Männchen deutlich schwerer als die Weibchen, die nur 6,5 Kilogramm erreichen. Wie bei den meisten Kängurus sind die Hinterbeine deutlich länger und kräftiger als die Vorderbeine, der Schwanz ist lang und muskulös. Das Fell dieser Tiere ist am Rücken graubraun und am Bauch hellgrau bis weißlich gefärbt. Namensgebendes Merkmal ist der schwarze Rückenstreifen, weitere Fellzeichnungen sind der weiße Streifen an der Wange und der weiße Fleck an der Hüfte.

## Verbreitung und Lebensraum
Rückenstreifenwallabys leben im östlichen Australien. Ihr Verbreitungsgebiet erstreckt sich von der Kap-York-Halbinsel (Queensland) bis in das nordöstliche New South Wales. Lebensraum dieser Tiere sind mit dichtem Unterholz bestandene Wälder.

## Lebensweise
Diese Kängurus sind vorwiegend nachtaktiv, tagsüber ruhen sie im dichten Unterholz verborgen. In der Nacht begeben sie sich auf Nahrungssuche, wobei sie offenere Stellen aufsuchen und überwiegend Gräser fressen. Sie leben in Gruppen von 2 bis 20 Tieren, die auch bei der nächtlichen Nahrungssuche nahe beieinander bleiben und sich nicht mehr als 30 Meter voneinander entfernen. Die Gruppen zeigen keine ausgeprägte Sozialstruktur, die Zusammensetzung ändert sich immer wieder, ebenso schwankt die Gruppengröße.
Nach rund 33- bis 35-tägiger Tragzeit bringt das Weibchen ein einzelnes Jungtier zur Welt. Wie bei vielen Känguruarten lässt sich auch bei ihnen eine verzögerte Geburt beobachten. Das Jungtier verbringt seine ersten sieben Lebensmonate im Beutel der Mutter und wird mit rund einem Jahr entwöhnt. Die Geschlechtsreife tritt mit 14 bis 20 Monaten ein.

## Gefährdung
Rückenstreifenwallabys haben unter der Umwandlung ihres Lebensraums in Weideflächen gelitten, heute sind die Populationen aber stabil und haben sich soweit erholt, dass die Tiere mancherorts als Plage gelten. Die IUCN listet die Art als nicht gefährdet.
In Europa wird die Art nicht mehr gepflegt, ehemalige Halter sind Köln, Hamburg, Frankfurt, London, Rotterdam und Rom.

## Belege
1. ↑  Conder & Strahan (Hrsg.): Dictionary of Australian and New Guinean Mammals. CSIRO PUBLISHING, 2007, ISBN 978-0-643-10006-0, S. 70–71 (Macropus dorsalis).
2. ↑    ZTL 10.6.